# مدايا
مدايا (بالكردية: Midaya‏) هي قرية سوريّة تتبع إداريّاً لمحافظة حلب منطقة عفرين ناحية جنديرس، وبلغ تعداد سكانها 38 نسمة حسب قيود السجل المدني لنهاية عام 2005.